# 華盛頓鎮區 (明尼蘇達州勒蘇爾縣)
華盛頓鎮區（英語：Washington Township）是位於美國明尼蘇達州勒蘇爾縣的一個行政鎮區。

## 地方資料
華盛頓鎮區的面積為39.52平方千米，當中陸地面積為31.69平方千米，而水域面積為7.83平方千米。根據2020年美國人口普查的數據，當地共有人口778人，而人口密度為每平方千米19.69人。